# Jeris Pendleton
Jeris Pendleton (Chicago, 7 novembre 1983) è un giocatore di football americano statunitense che gioca nel ruolo di defensive tackle per gli della National Football League. Fu scelto dai Jacksonville Jaguars nel corso del settimo giro (228º assoluto) del Draft NFL 2012. All'età di 28 anni, fu uno dei giocatori più anziani mai scelti nel draft. Al college ha giocato a football alla Ashland University.

## Carriera professionistica

### Jacksonville Jaguars
Il 28 aprile 2012, Pendleton fu scelto nel corso del settimo giro del draft 2012 dai Jacksonville Jaguars. Debuttò come professionista nella settimana 14 contro i New York Jets e da quel momento disputò tutte le restanti gare della stagione che si concluse con 4 presenze e un tackle.

### Dallas Cowboys
Il 10 giugno 2013, Pendleton firmò coi Dallas Cowboys, da cui fu svincolato il 26 agosto 2013.

### Indianapolis Colts
Il 3 dicembre 2013, Pendleton firmò con gli Indianapolis Colts. Il 26 dicembre fu promosso nel roster attivo, scendendo in campo nell'ultima gara della stagione contro i Jaguars. Il 7 agosto 2014 fu inserito in lista infortunati per un infortunio al ginocchio i cui mise a segno 2 tackle.

## Statistiche
| Partite totali      | 6 |
| Partite da titolare | 0 |
| Tackle totali       | 3 |
| Sack                | 0 |
| Intercetti          | 0 |

Statistiche aggiornate alla stagione 2013